# Taichō
Taichō 泰澄; 20 juillet 682? - 20 avril 767? est un moine bouddhiste shugendō japonais de l'époque de Nara. Sa vie nous est connue par l'hagiographie « Tradition du prêtre Taichō » (泰澄和尚伝, Taichō Washō Den). De nombreuses premières ascensions de montagnes japonaises lui sont attribuées, entre autres le volcan Kaga Haku-san et le Dainichi-gatake.

## Biographie
Selon l'hagiographie, Taichō est originaire d'Asōzu (麻生津) dans la province d'Echizen au centre du japon. Il serait le deuxième fils de Mikami Yasuzumi (三神安角). À l'âge de 14 ans, il aurait intériorisé les enseignements du bouddhisme au cours de ses exercices religieux sur la montagne Ochi-san (越智山) en intériorisant continuellement le Guanyin à onze têtes. En 702, il est nommé « moine pour la préservation de l'État » (鎮護国家の法師 , chingo kokka no hōshi). En 717, tandis qu'il fait l'ascension du Kaga Haku-san, il est suivi par la vision d'un « Grand Bodhisattva Myōri » (妙理大菩薩, Myōri Dai Bossatsu) qui l'a appelé à grimper au sommet. En chemin, il demande à son disciple Garyō de construite une hōshi (auberge) au village d'Awazu près d'une onsen (source d'eau chaude) bénie par Yakushi Nyorai. De la même année, date la fondation du « temple sur la source pacifique »(平泉寺, Heisen-ji) près de la source où le Bodhisattva lui est apparu. Il existe encore aujourd'hui sous le nom « sanctuaire Haku-san de la source pacifique » (平泉寺白山神社 , Heisen-ji Haku-san Jinja) dans le village de Katsuyama dans la préfecture de Fukui.
En 722, il aurait prié pour la convalescence de l'impératrice Genshō. Le rétablissement de celle-ci est attribué à la réussite de ses prières et il est appelé « Shin’yū Zenshi » (神融禅師). En reconnaissance de la réussite de ses prières contre l'épidémie rampante de variole de 737, il est élevé au rang de grand-prêtre (大和尚, dai-washō).